# 雅克·安克蒂尔
雅克·安克蒂尔（法語：Jacques Anquetil，發音：[ʒak ɑ̃ktil]，1934年1月8日—1987年11月18日），法国男子公路自行车赛选手。他是第一个在环法自行车赛中获得五次冠军的选手，获胜年份为1957年以及1961年至1964年。

## 生平
雅克出生于Mont-Saint-Aignan，父亲是建筑师。
雅克代表法国自行车队一员参加了1952年夏季奥林匹克运动会。他在100km自行车计时赛中获得铜牌。
雅克·安克蒂尔最終因胃癌去世。